# Tringa incana
Tringa incana là một loài chim thuộc họ Dẽ. Nó có bề ngoài tương tự như loài Choắt đuôi xám (T. brevipes), và có liên quan chặt chẽ.